# Kamienica Teodora Steigerta w Łodzi
Kamienica Teodora Steigerta – kamienica znajdujący się przy ulicy Piotrkowskiej 90 w Łodzi.

## Historia i architektura
Kamienica została wzniesiona w 1895 roku według projektu Franciszka Chełmińskiego na zlecenie Teodora Steigerta. Na przełomie XIX i XX wieku na dziedzińcu posesji działała tkalnia Steigerta.
Neobarokowa fasada budynku ozdobiona jest ornamentem o nieregularnej formie. Na wysokości pierwszego i drugiego piętra znajduje się wykusz wsparty na dwóch kolumnach, zakończony na trzecim piętrze balkonem. Kolumny podparte są rzeźbami postaci o głowie smoków i tułowiach kobiet. Nad dachem jest attyka w formie balustrady z okienkami. Ściany drugiego i trzeciego piętra wyłożone są cegłą glazurowaną. W dekoracyjnej bramie wjazdowej wkomponowano datę ukończenia budowy.
Kamienica jest jedną z niewielu znajdujących się przy Piotrkowskiej, której parter handlowy zachował pierwotny wygląd.
Budynek wpisany jest do rejestru zabytków pod numerem A/199 z 15.07.1976.

## Kamienica w kulturze
Piotrkowska 90 pojawia się w literaturze oraz filmie polskim. Pod tym adresem mieli mieszkać główni bohaterowie Ziemi obiecanej Władysława Reymonta – Polak Karol Borowiecki, Niemiec Maks Baum oraz Żyd Moryc Welt, ale w filmie pod tym samym tytułem – w reżyserii A. Wajdy – zdjęcia związane z tym miejscem były realizowane w kamienicy na rogu ul. J. Tuwima i J. Kilińskiego, w ówczesnym mieszkaniu Krzysztofa Zanussiego.
W kamienicy znajduje się tymczasowa siedziba Muzeum Dzieci Polskich – ofiar totalitaryzmu.